# Dofamin
| Recensione | Giudizio |
| ---------- | -------- |
| InterMedia | 6/10     |

Dofamin è il primo EP della cantante ucraina Dorofjejeva, pubblicato il 19 marzo 2021 dalla Mozgi Entertainment.
Il progetto ha generato due singoli, tra cui Gorit, e quattro candidature per l'artista agli annuali YUNA, il principale riconoscimento musicale dell'Ucraina.

## Tracce
1. A tebe… – 2:40 (Nadija Dorofjejeva, Mychajlo Busin)
2. Gorit – 3:01 (Nadija Dorofjejeva, Oleksij Potapenko, Volodymyr Kaharlyk)
3. Bam bam – 2:43 (Nadija Dorofjejeva, Mychajlo Busin)
4. Večerinka – 3:27 (Nadija Dorofjejeva, Oleksij Potapenko)
5. Zavisimost – 3:09 (Nadija Dorofjejeva, Oleksij Potapenko)